# Hertogdom Gulik
Het hertogdom Gulik (Duits: Herzogtum Jülich, ook: Land van Gulik, Gulikerland) was eerst een graafschap en vanaf 1356 een hertogdom dat tot het Heilige Roomse Rijk behoorde. Het gebied omvatte een gebied tussen de Maas en de Rijn met de Roer als de centrale as. De hoofdplaats was Gulik (Jülich), een  aan de Roer gelegen vestingstad. Deze stad ligt ongeveer halverwege op de lijn Maastricht-Keulen. Het gelijknamige hertogdom grensde aan het hertogdom Limburg en aan de twee naburige hertogdommen in het Rijnland, te weten Berg en Kleef. Met uitzondering van enkele plaatsen in het huidige Nederlands-Limburg (waaronder Tegelen, Sittard, Born en Susteren) lag het geheel in het huidige Duitsland. Het hertogdom was binnen het Heilige Roomse Rijk ingedeeld bij de Nederrijns-Westfaalse Kreits.

## Grensland met de Nederlanden
Dit Land van Gulik lag tussen het gebied van de bisschop van Keulen (het keurvorstendom Keulen) en dat van Luik. Het gebied grensde direct aan het huidige Nederlands Zuid-, Midden- en Noord-Limburg. Het oude hertogdom Limburg en de (Brabantse) Landen van Overmaas lagen dus ingeklemd tussen deze beide 'buitenlandse' gewesten. Door zijn ligging en omvang zou dit kreits-grensland dan ook gezien kunnen worden als een Nederrijnse voorloper of pendant van de huidige Nederlandse provincie, die toen zelf nog verre van een eenheid vormde. Ook taalkundig sluit het bij Limburg aan. De Limburgse dialecten lopen aan de oostzijde over in de Nederrijnse.

## Geschiedenis

### Voorgeschiedenis en graafschap
Gulik was oorspronkelijk een Romeinse pleisterplaats, in het Latijn Juliacum, gelegen aan de rivier de Roer. Na de Grote Volksverhuizing vestigden de Franken zich op deze plaats en ze maakten Gulik de hoofdplaats van de Gulikgouw. Rond 900 werden het ambt en de titel graaf erfelijk en de opeenvolgende heersers beschouwden hun graafschap Gulik nu als een privé vorstendom dat ze voortdurend probeerden te vergroten.
Het graafschap ontstond rond 900 toen Gerard van de Metzgau, een van de eerste graven, koning Zwentibold van Lotharingen versloeg en vervolgens trouwde met diens weduwe, Oda van Saksen. Het bezit en de rijkdom van het graafschap werd door een ander huwelijk in 1172 zeer vergroot.

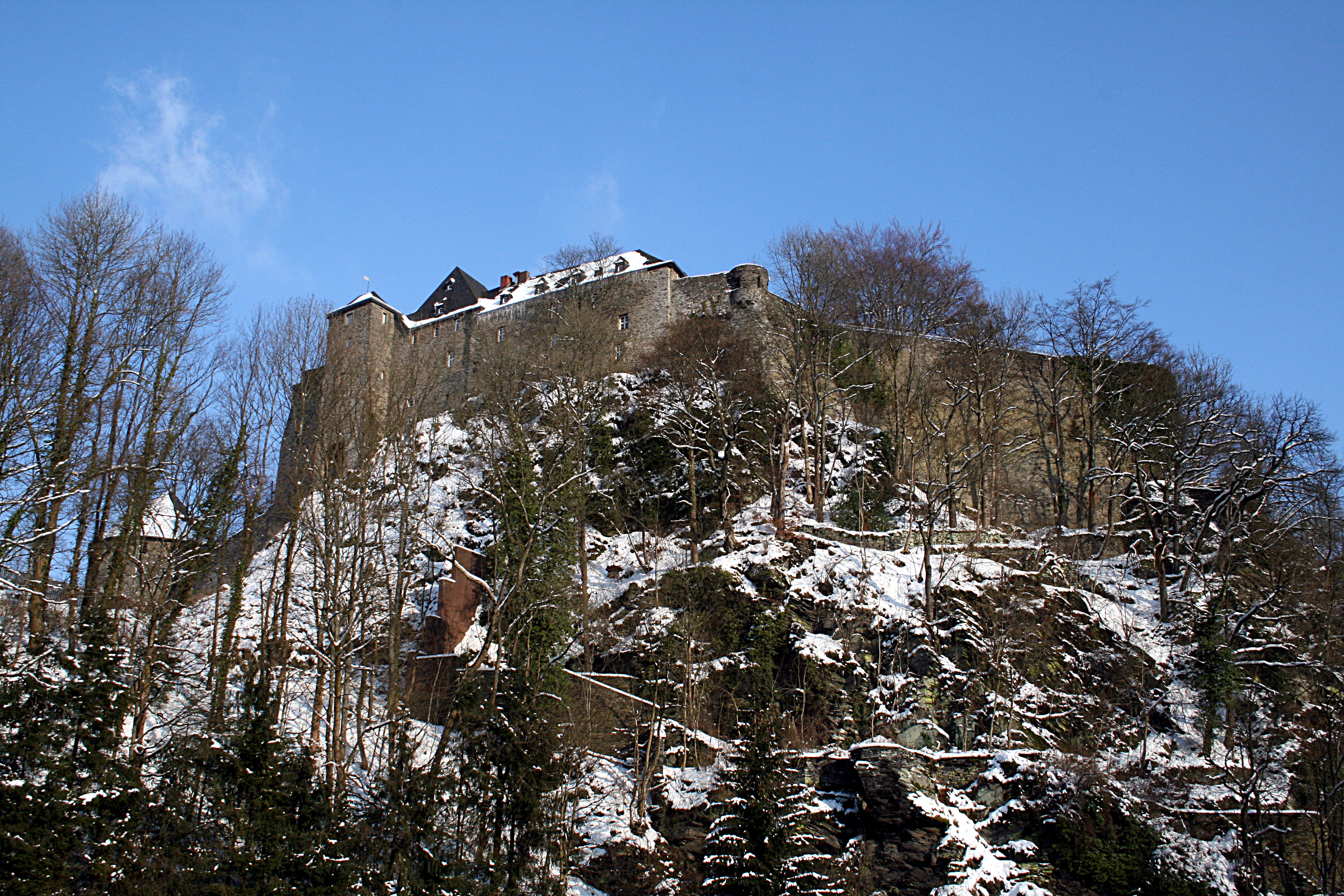
Kasteel van de hertogen van Gulik in Monschau (Duitsland).

Het graafschap wist door een geschikte huwelijkspolitiek aan status te winnen. Dit bleek opnieuw in 1266, toen Willem V van Gulik trouwde met Maria van Dampierre, een dochter van graaf van Vlaanderen Gwijde van Dampierre en Mathilde van Béthune. Dit resulteerde in een bondgenootschap met het Graafschap Vlaanderen. Willem stond in 1288 tijdens de Slag bij Woeringen tegen Keulen aan de kant van de overwinnaars waardoor het graafschap definitief onafhankelijk bleef. Een andere belangrijke graaf was zijn zoon Willem V die tegenwoordig als Willem van Gulik bekendstaat. Hij was plaatsvervangend graaf van Vlaanderen tijdens het gevangschap van Gwijde en speelde een zeer belangrijke rol bij het verzet tegen de annexatiepolitiek van de Franse koning Filips de Schone en tijdens de Guldensporenslag in 1302.

### Hertogdom

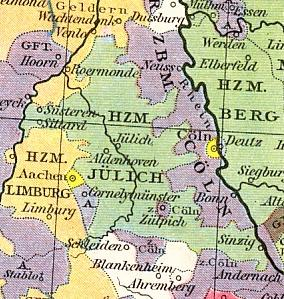
Het dubbelhertogdom Gulik-Berg in 1477

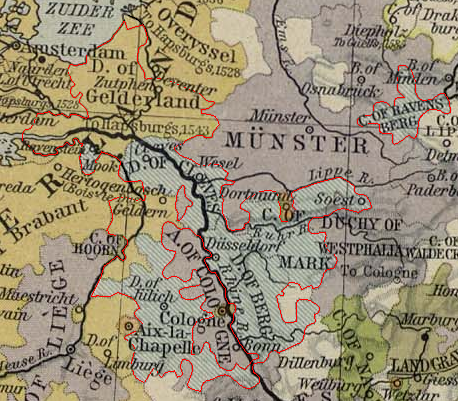
Willem V's bezittingen 1539-1543

De heren van Gulik wisten door politiek voordelige huwelijken en duidelijke erfopvolging hun macht steeds te vergroten. In 1356 werd het graafschap een hertogdom, graaf Willem V van Gulik werd verheven tot hertog door Keizer Karel IV.
In 1371 werd Willem van Gelre, zoon van hertog Willem II van Gulik na de eerste Gelderse Successieoorlog opvolger van de kinderloos gestorven oom, hertog Reinoud III van Gelre. Later in 1393 volgde hij zijn vader op in Gulik. In 1423 stierf Reinoud IV van Gelre zonder directe troonopvolging en slaagde Adolf, hertog van Berg, erin het hertogdom Gulik te erven. Zijn mislukte aanspraak op het Hertogdom Gelre leidde tot de tweede Gelderse Successieoorlog en tot de splitsing van de personele unie tussen de hertogdommen Gelre en Gulik. In 1448 verkocht Adolf zijn aanspraken op Gelre aan de Bourgondische hertog Filips de Goede.
Na 1423 kan men niet meer spreken van het hertogdom Gulik in engere zin. Dit kwam omdat Gulik dan niet langer een eigen staatje was, maar een onderdeel werd van een gedislokeerde politieke eenheid, Gulik-Berg, gelegen aan beide zijden van de Nederrijn, waartussen het Aartsbisdom Keulen een wig vormt. De belangrijkste stad van het land was sinds 1423 Düsseldorf, voorheen deel van het graafschap Berg, waarvan het de westelijke grenspost vormde. Na de Slag bij Woeringen in 1288 verleende graaf Adolf V van Berg het dorp Düsseldorf stadsrechten. In 1385 verklaarde de hertog van Berg dit Düsseldorf tot zijn residentie.
In 1511 trouwde Maria van Gulik, erfdochter van Willem II van Gulik-Berg, met Jan III van Kleve van het huis van der Mark, vanaf tevens 1522 na de dood van zijn vader, tevens hertog van hertogdom Kleef en het graafschap Mark en werd het gebied nog verder vergroot.
Hun zoon, de hertog Willem de Rijke van Kleef en Gulik, erft van de kinderloze Karel van Gelre opnieuw het hertogdom Gelre. Het bezit van dit hertogdom werd echter betwist door keizer Karel V. In het Traktaat van Venlo van 7 september 1543 verviel Gelre en het daartoe behorende graafschap Zutphen ten gunste van de keizer, die het gebied bij zijn Nederlandse bezittingen voegde. Hiermee kwam een einde aan de Gelderse Oorlogen, die in 1502 begonnen met Filips I van Castilië en later door Karel V tegen Karel van Gelre werd gevoerd. Karel van Gelre werd gesteund door de Fransen. In het tractaat behield Willem Gulik, waartoe ook Tegelen, Sittard, Born en Susteren behoorden, en Kleef. Aanvankelijk was dit deel eveneens door de Habsburgers bezet. Hij diende het katholieke geloof te behouden.
Kennelijk hechtte Karel V meer belang aan de inlijving van Gelre. Gelre werd onderdeel van de Zeventien Provinciën. Kleef en Gulik daarentegen, hoewel hier eveneens Nederrijns-Dietse dialecten werden gesproken, bleven deel uitmaken van de Nederrijnse en Westfaalse Kreits, een van de tien kreitsen binnen het Heilige Roomse Rijk, de oostelijke buur en een soort pendant van Karel V's Bourgondische Kreis.
Het bestuur van de kreits werd aanvankelijk gevoerd door de hertog van Gulik, later werd deze gedeeld door de bisschop van Münster, de hertog van Kleef en de hertog van Gulik. Het archief van de kreits bevond zich in Düsseldorf.

### Gulik en Berg

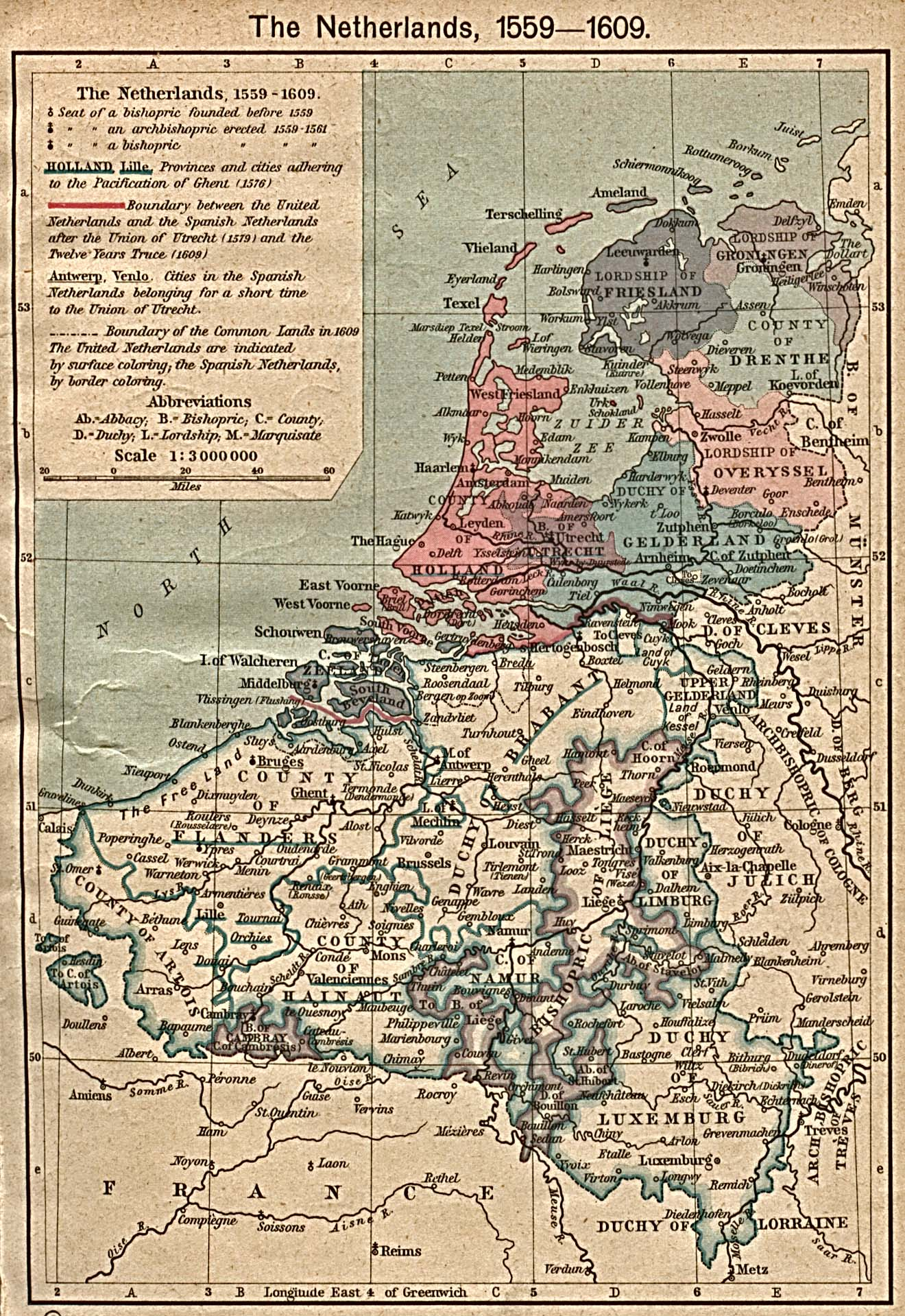
Gulik als grensland van de Nederlanden 1559-1609

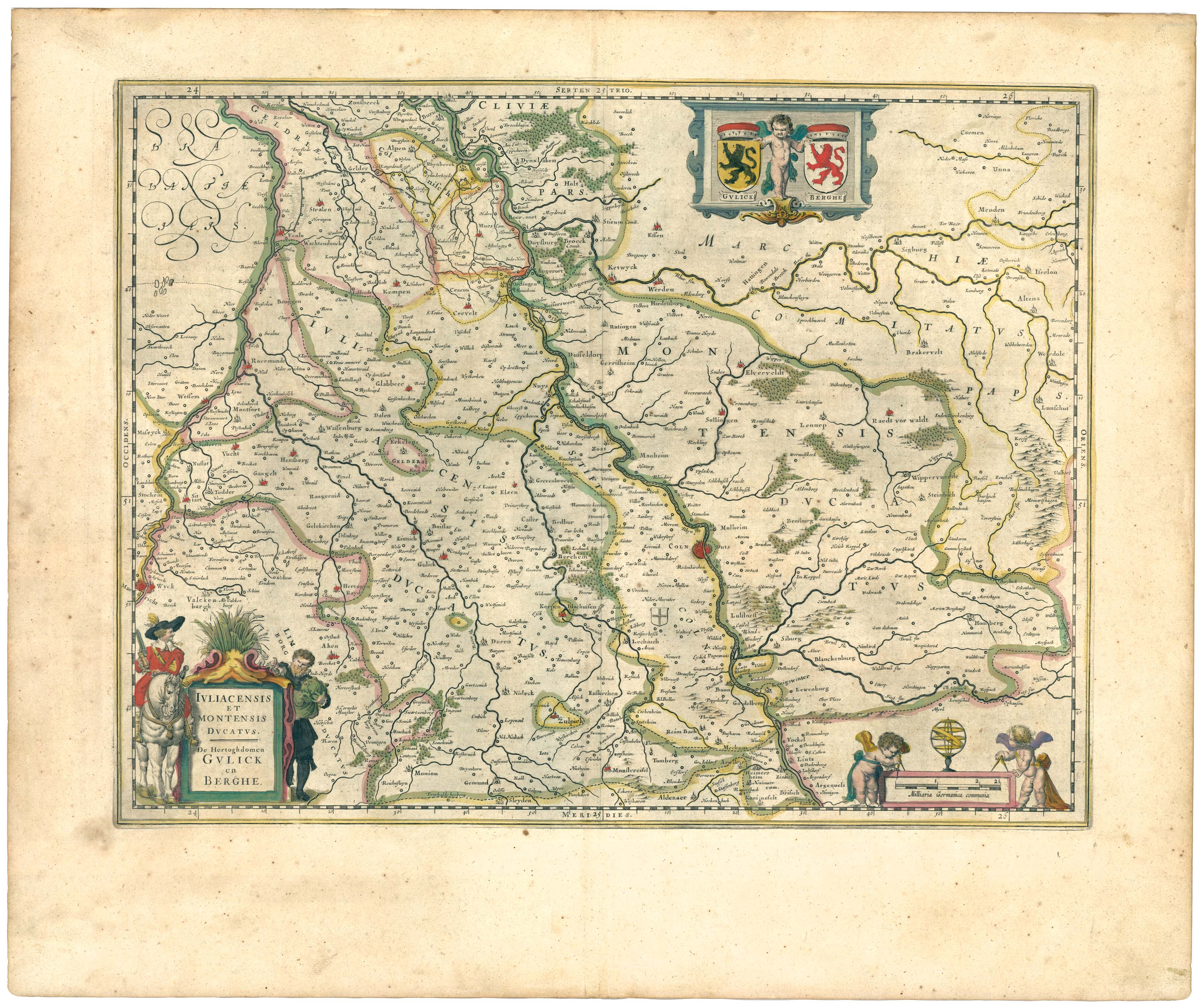
Kaart van het Hertogdom Gulik-Berg in de Atlas Blaeu, 1645

Toen het regerend geslacht van Gulik-Kleef-Berg met hertog Johan Willem van Kleef en Gulik op 25 maart 1609 uitstierf, vochten de erfgenamen een militaire strijd uit, die duurde tot 1614 en bekendstaat als de Gulik-Kleefse Successieoorlog (Duits: Jülich-Klevischer Erbfolgestreit). De bezittingen werden verdeeld tussen de hertog van Palts-Neuburg (Gulik en Berg) en de keurvorst Johan Sigismund van Brandenburg (Kleef en Mark). In 1713 werd bij de Vrede van Utrecht de Gelderse enclave Erkelens toegevoegd aan Gulik.
Bij het overlijden van de laatste hertog van Palts-Neuburg in 1742 gingen Gulik en Berg over naar de hertog van vorstendom Palts-Sulzbach, die vanaf na 1777 ook hertog van Beieren werd. Daarmee was Gulik in feite gedegradeerd tot de verre bezitting van een hogere heer.

### Onder Franse bezetting
Het hertogdom Gulik ging in 1797 op in de Cisrheniaanse republiek. Tijdens de Franse bezetting van het Rijnland (vanaf 1803), die tot aan de Rijn strekte, vormden de voormalige hertogdommen Gulik en Kleef een deel van de (eerste) Franse republiek en later van het Keizerrijk Frankrijk. Ook het keurvorstendom Keulen en de stad Aken vielen onder de bezetting. Zo werden de voormalige rivalen Keulen en Gulik voor het eerst in eenzelfde bestuurlijk verband gebracht. Het Roerdepartement werd samengesteld door de samenvoeging van het graafschap Gulik, het hertogdom Kleef, de vrije stad Aken, een deel van Keur-Keulen en het Pruisische deel van Gelder. In 1805 werd er nog de stad Wesel aan toegevoegd. De hoofdstad was Aken.
- Het District (arrondissement) Aken, met daarin onder meer de kantons Aken, Heinsberg, Monschau en Sittard, nam min of meer de functie van Gulik over als grensprovincie van het eveneens nieuw gevormde departement Nedermaas op het latere Limburgse grondgebied.
- Het District (arrondissement) Kleef omvatte de volgende kantons in het Land van Kleef en van Gelre: Kleef, Gelderen (Geldern), Goch, Horst, Kalkar, Kranenburg, Wankum, Wesel en Xanten. Een deel van het latere Nederlands Noord-Limburg viel hieronder.

### Gebiedsdeling tussen Nederland en Pruisen
Na de nederlaag van Napoleon in 1814 annexeerde het koninkrijk Pruisen het Rijnland. Van dan af gebruikten de Pruisische koningen en de Duitse keizers de titel van hertog van Gulik. 

Op het Congres van Wenen in 1815 werden beide departementen verdeeld tussen het Verenigd Koninkrijk der Nederlanden en Pruisen. Bij de Nederlandse provincie Limburg kwam alles aan de linkeroever van de Maas, alsmede een smalle strook op de rechteroever met inbegrip van Gennep, Tegelen en Sittard. De rest was voor het koninkrijk Pruisen, dat al het verdere gebied links van de Rijn in zijn bezit kreeg. Samen met het hertogdom Berg, delen van het voormalige hertogdom Gelre, het vorstendom Meurs en het groothertogdom Beneden-Rijn werd dit hele gebied aan de Beneden-Rijn verenigd tot de grote Rijnprovincie van dat koninkrijk. Thans is deze provincie weer over twee deelstaten verdeeld. Het noordelijke deel vormt nu de helft van de deelstaat Noordrijn-Westfalen, het andere maakt nu het noordelijk deel uit van Rijnland-Palts.
In het westen kwam het voormalige Gulikse gebied dus niet geheel in Pruisische handen. Bij de vorming van het Verenigd Koninkrijk der Nederlanden, waartoe Rusland belangrijke steun verleende, moest Pruisen enkele strategische Gulikse bezittingen aan de Maas prijsgeven aan de Nederlanden.

#### Sittard

Limburg na de Franse tijd (1815-1839)
- Geel: het voormalige Franse departement Nedermaas
- Groen: delen van het voormalige Franse Roerdepartement
- Rode lijn: splitsing van 1839
- H: Horst,
- R: rechter Maasoever
- S: Sittard en Susteren, geannexeerd in 1815,
- N: Nederkruchten, in 1815 afgestaan aan Pruisen
- T: Tegelen,
- M: Melick en Herkenbosch, in 1817 met Pruisen geruild voor
-H: 's-Hertogenrade

De eerste betrof het meest westelijke stukje, namelijk het ambt (district) Born met de plaatsen Susteren, Sittard, Born, Grevenbicht (zie ook hierna), Urmond en Berg, waar Gulik altijd toegang tot de Maas had gehad en tol had kunnen heffen bij Urmond. Zie de ligging van dit district als een smalle westelijke uitstulping op het nevenstaande kaartje, dat de situatie in 1477 weergeeft. In deze grenssituatie zou tot aan de Franse tijd geen verandering komen.
Sittard is bijna vier eeuwen lang Guliks geweest. Rond 1200 maakte het al wel deel uit van het hertogdom Limburg, dat Sittard in 1243 stadsrechten verleende. Later kwam de heerlijkheid Sittard onder de Valkenburgers. In 1400 echter werd Sittard, samen met Born en Susteren voor 70.000 goudgulden verkocht aan de hertog van Gulik. De stad behoorde tot aan de Franse tijd (1794) bij dit hertogdom, dat zich daarmee een kostbare en lucratieve toegang tot de Maas had verschaft.
Dit gebied werd pas in 1815 Nederlands. Pruisen verloor toen zijn belangrijkste toegang tot de Maas. De westgrens kwam nu te liggen bij de Roode Beek in het grensdorpje Millen (nu gemeente Selfkant (D)). Het strategisch belang van dit kleine stukje grondgebied was voor Nederland nog vele malen groter dan voor Pruisen. Het gevolg was, dat Sittard en omgeving nu een verbinding vormde tussen de voorheen losse Nederlandse delen van Midden- en Zuid-Limburg, waardoor ook de latere Nederlandse Provincie Limburg eindelijk een aaneengesloten geheel kon vormen. Deze territoriale verbinding (de bekende 'flessenhals') zou al direct, maar vooral in de 20e eeuw, van cruciaal logistiek en economisch belang worden voor heel Nederland. De hoogst belangrijke drievoudige verkeersverbindingen parallel aan de Maas tussen Maastricht en Roermond konden daar aangelegd worden, namelijk een spoorweg (spoorlijn Maastricht - Venlo), een nieuwe vaarroute (het Julianakanaal) en een wegverbinding, de Rijksweg Maastricht - Nijmegen. Later is de iets westelijker in de flessenhals gelegen autosnelweg A2 de belangrijkste wegverbinding geworden.

##### Grevenbicht
In het begin van de veertiende eeuw was Grevenbicht een vrije heerlijkheid in het bezit van Godfried van Heinsberg. In de loop van die eeuw kwam dit Bicht met Heinsberg in bezit van de graaf van Gulick en ontstond de naam Grevenbicht. 
 In 1472 zou 'een dochter van de graaf' de heerlijkheden Heinsberg en Grevenbicht als huwelijksgeschenk mee hebben genomen in haar echtverbintenis met hertog Willem van Gulick, voor zover deze informatie althans correct en eenduidig is. Om welke graaf het hier gaat wordt duidelijk uit een andere bron. Het was de vrouwe van Kessenich en Grevenbicht die rond 1330 deze goederen verkocht aan Graaf Willem van Gulick. Deze gaf ze in 1335 in leen aan Oyst I van Born te Elsloo. Oyst I van Born stierf jong en zijn vrouw Katharina trouwde voor de tweede keer met Reinhard I Mascherel von Schönforst (Schoonvorst), Herr von Schönforst, zu Valckenburg und Monschau (1308-1375). Na het kinderloze overlijden haar zoon van Oyst II vermaakt Katharina, weduwe van Oyst I, in 1361 onder meer Grevenbicht aan haar tweede schoonvader Reinier van Schoonvorst. Conrad I van Schoonvorst, halfbroer van Oyst II, werd vervolgens (in 1374) heer van Elsloo, Bicht en Catsop. Tot 1453 waren de heren van Schoonvorst heer van Grevenbicht. Daarna is de vrije rijksheerlijkheid Grevenbicht waarschijnlijk teruggevallen op de hertogen van Gulick en in het bezit gekomen van de heren van Heinsberg.
 Grevenbicht werd in 1524 door Gulick verpand aan de familie van Vlodrop, een recht dat in 1567 weer werd ingelost. Door het terugbetalen van de pandsom werd de formele heer, de hertog van Gulick, weer de feitelijke heerser. Grevenbicht kwam onder het administratief beheer van de Gulickse ambtman van Born. De onderdanen van Grevenbicht bleven zich echter verzetten tegen het betalen van belastingen die door het ambt Born werden opgelegd.

De hertog van Gulick erkende in 1646 de vrijheid van Grevenbicht ten opzichte van het ambt Born. Kort daarna verkocht de hertog de heerlijkheid Grevenbicht (de grondheerlijke rechten, niet de soevereiniteit) aan Johan Arnold graaf van Leerodt. Grevenbicht bleef evenals de heerlijkheid Born (met Buchten, Holtum en Guttecoven) tot de Franse Tijd (1794) in bezit van de familie de Leerodt.

#### Eygelshoven
De voormalige Nederlandse gemeente Eygelshoven, tegenwoordig gemeente Kerkrade, was een deel van het `land van Ter heyden` of `Heydener ländchen`, samen met de Duitse plaatsen Horbach en Richterich, met als `bestuurscentrum´de waterburcht Heyden bij Horbach. Het voormalig waterslot 'Haus Heyden' is in 1371 aan de hertogen van Gulick (toen tevens van Gelre) gekomen, zodat de uitgeleende som door de hertogen van Gulick/Gelre moest worden terugbetaald. Als onderpand had heer Godart de dorpen Richterich, Bank, Berensberg, Steinstrass (=Horbach) en ”Eigelshoven’ gekregen. Zo ontstond de 'Heerlijkheid (das Ländchen) Ter Heyden'. Dit gebied was mogelijk een restant of opvolging van de voormalige Karolingische keizerpfaltz Richterich, een ontgonnen gebied langs de Ansteler beek vanaf de bron bij Richterich (ten westen van Aken) tot de monding van het beekje in de Worm bij de grens Eygelshoven - Rimburg. Van 1361 tot 1794 is Eygelshoven als enclave Guliks gebied gebleven, omgeven door Oostenrijks, Staats en Rimburgs gebied.

#### Melick en Herkenbosch
De heerlijkheid Dalenbroek (met daarin Melick en Herkenbosch) werd in 1472 Guliks bezit door een huwelijk van Elisabeth - de laatste kleindochter van de heren van Heinsberg - met Hertog Willem II van Gulik-Berg. In die bruidsschat zat ook de stad Heinsberg.
In 1817 werd tussen Vlodrop en Roermond het grensgebied aan Nederlandse zijde opgevuld met Melick en Herkenbosch (thans gemeente Roerdalen). Zo werd de afstand van Pruisen tot de Maas ter plekke verruimd, waardoor het natuurgebied de Meinweg (thans een nationaal landschapspark) een Nederlands bezit werd. Daar stond wel het verlies van Nederkruchten met Elmpt in dezelfde regio tegenover. In de Franse tijd had dat kanton tot het Departement van de Nedermaas behoord.

#### Tegelen
Een andere uitzondering betrof de meest noordelijke punt van Gulik, Tegelen aan de Maas.
Tegelen werd in 1307 Guliks bezit nadat de laatste graaf van Kessel Walram op 20 oktober 1304 kinderloos was overleden. Naast Tegelen ging ook de Kesselse bezittingen Bruggen, Mönchengladbach en Grevenbroich over in Gulikse handen.
In 1817 kwam Tegelen aan Nederland, zodat Pruisen nergens meer directe toegang tot de Maas bezat en Nederland de volledige controle over deze rivier verkreeg. Tegelen, nu een stadsdeel van Venlo, hoort dus pas sinds 1817 bij Nederland.

#### Gennep
Ook in het uiterste noorden van de huidige Nederlandse provincie Limburg kwam een stukje Pruisisch grondgebied nu aan Nederland. Daarbij betrof het geen oorspronkelijk Guliks, maar wel Kleefs gebied, namelijk het stadje Gennep en omgeving (Mook, Ottersum, Oeffelt, Heijen, Afferden en Siebengewald). Na het Congres van Wenen werd besloten dat Pruisen de Maasscheepvaart niet mocht beïnvloeden. Met een kanonschot (800 Rijnlandse roeden, ca. 3000 m) keek men hoe ver Pruisen van de Maas moest komen te liggen. Hierdoor kwamen ook Gennep en omgeving binnen het nieuwe Verenigd Koninkrijk der Nederlanden te liggen.

## Dialect
De lokale Limburgse spreektaal is in de beide plaatsen Sittard (Sittards) en Tegelen (Tegels) zelfs nu, twee eeuwen na de aansluiting bij Nederland, nog steeds anders dan die van het naburige Geleen (Geleens), respectievelijk Venlo (Venloos). In beide gevallen bezit Nederland dus nog hoorbaar een stukje Guliks erfgoed in Zuid- en Noord-Limburg. Het zal echter interessant zijn te zien hoelang deze verschillen zich nog zullen kunnen handhaven, nu zowel Sittard (met Geleen en Born, gemeente Sittard-Geleen) als Tegelen (met Venlo, gemeente Venlo) een gemeentelijke fusie zijn aangegaan.

## Geschiedenis van het wapen

graafschap, sinds 1356 hertogdom Gulik
Gulik-Berg (1360-1511). (Het hartschild is het wapen van het Graafschap Ravensberg)

Gulik-Berg-Kleef (1511-1539)
Gulik-Berg-Kleef-Gelre (1539-1543)
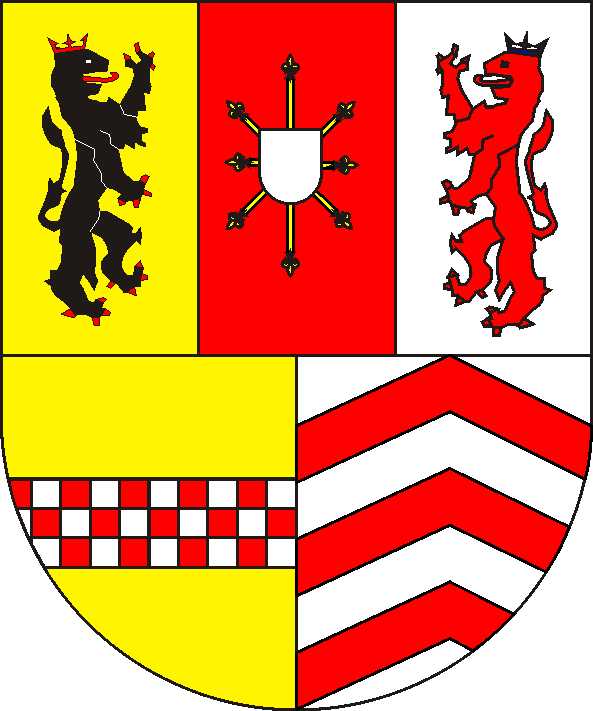
Gulik-Berg-Kleef (1543-1609)

zie ook Wapen van Gulik-Kleef-Berg

## Wapen van de provincie Limburg
Het belang van het Gulikse erfgoed voor Nederland wordt ook op heraldische wijze tot uitdrukking gebracht. Het gevierendeelde provinciewapen van de Nederlandse Provincie Limburg bevat namelijk ook de ongekroonde leeuw van Gulik (rechtsboven in het schild), naast die van Valkenburg en Gelder, en de hoorns van Ho(o)rn(e).
Vergelijk het wapen van de provincie Limburg (hieronder rechts) met het stadswapen van Jülich (links).

Wapen van de stad Jülich
Wapen van de provincie Limburg

## Wapen van de provincie Gelderland
Het wapen van Gulik, met de Gulikse leeuw die qua kleuren identiek is met de Vlaamse leeuw, keert ook terug in het provinciewapen van Gelderland. Het provinciewapen is opgebouwd uit de beide wapens van Gelre (I, maar met gewende leeuw) en Gulik (II). Het gaat daarmee terug op de korte tijd dat beide hertogdommen verenigd waren.

hertogdom Gelre
hertogdom Gelre na 1402
Provinciewapen van Gelderland

Nadat de hertogen van Gelre in 1371 waren uitgestorven brak er een erfstrijd uit. Als gevolg daarvan kwam het hertogdom aan de hertogen van Gulik. Sinds 1402 was er een personele unie tussen beide landen. Reeds in 1423 werd de unie weer verbroken, Gelre kwam aan het huis Egmond en Gulik aan een andere tak van het huis Gulik, die al in Berg regeerde. De hertogen uit het huis Egmond en hun opvolgers bleven echter het dubbele wapen voeren en dat is zo gebleven in het wapen van de huidige provincie Gelderland.

## Administratieve indeling in ambten[9]
1. Aldenhoven
2. Brüggen
3. Bergheim
4. Boslar en Linnich
5. Kaster
6. Koslar
7. Dahlen
8. Düren
9. Eschweiler
10. Euskirchen
11. Gladbach
12. Grevenbroich
13. Geilenkirchen
14. Jülich
15. Heimbach
16. Heinsberg
17. Jüchen
18. Monschau
19. Millen
20. Münstereifel
21. Nideggen (Oberamt Nideggen, Niederamt Nideggen en Hofgeding Zülpich)
22. Neuenahr
23. Pier en Merken
24. Randerath
25. Sinzig en Remagen
26. Sittard en Born
27. Tomburg
28. Wassenberg
29. Wilhelmstein

- Erkelenz (eigenlijk Opper-Gelre)